# Устрицы (рассказ)
«Устрицы» — рассказ Антона Чехова. Написан в 1884 году, опубликован первоначально в журнале «Будильник» № 486 (16 декабря) 1884 года с подзаголовком «набросок» и подписью А. Чехонте.

## История
Рассказ «Устрицы» был написан А. П. Чеховым в 1884 году. Первоначально издан в журнале Будильник № 486 (16 декабря) 1884 года.
Рассказ был включён без изменений в сборник Чехова «Пёстрые рассказы» (1886), изданный в Санкт-Петербурге, а в слегка изменённой версии — в последующие тринадцать изданий этого сборника в 1892—1899 годах. Также он был включён в сборник рассказов русских писателей, изданный в 1895 году, и позднее в третий том собрания сочинений Чехова (первое издание).
18 января 1886 года в письме к В. Билибину, посылая ему рассказ «Устрицы» для сборника «Пёстрые рассказы», Чехов определил свою задачу как профессионально медицинскую — как изображение физического и душевного самочувствия человека в состоянии крайнего истощения. Чехов писал: «Один рассказец, не вошедший в транспорт, при сем прилагаю… Присовокупите его к общей массе… Прочтите его, если хотите: в этом рассказе я пробовал себя как medicus.»
При жизни Чехова рассказ был переведён на болгарский, венгерский, немецкий, польский, румынский, сербскохорватский, словацкий, финский, чешский и шведский языки.

## Сюжет
Безработный мужчина с сыном впервые выходит на улицы столицы просить милостыню. Восьмилетний мальчик видит на доме напротив вывеску трактира с незнакомым ему словом «Устрицы». По сумбурному описанию отца он воображает себе устриц как нечто отвратительное, но в помрачении сознания от голода начинает громко просить устриц, и проходящие господа ради развлечения кормят ими мальчика.